# هاري بين
هاري بين (بالإنجليزية: Harry Bunn)‏ (21 نوفمبر 1992 بأولدهام في المملكة المتحدة - ) هو لاعب كرة قدم بريطاني في مركز الهجوم. لعب مع أولدهام أثلتيك وبريستون نورث إيند وشيفيلد يونايتد ومانشستر سيتي وهدرسفيلد تاون ونادي كرو ألكساندرا ونادي روتشديل.

## وصلات خارجية
- هاري بين على موقع قاعدة بيانات كرة القدم.إي يو (الإنجليزية)
- هاري بين على موقع Soccerbase.com (لاعب) (الإنجليزية)
- هاري بين على موقع Soccerway.com (الإنجليزية)